# Soba (Spanje)
Soba is een gemeente in de Spaanse provincie Cantabrië in de regio Cantabrië met een oppervlakte van 214 km². Soba telt 1.249 inwoners (1 januari 2016).

## Demografische ontwikkeling
Bron: INE; 1857-2011: volkstellingen